# Steinbart-Gymnasium
Das Steinbart-Gymnasium wurde 1831 als Realprogymnasium in Duisburg gegründet und ist die zweitälteste weiterführende Schule der Stadt. 1875 erhielt die Schule ihr eigenes Gebäude, im Schuljahr 1882/1883 wurde die Schule zum Realgymnasium.
Im Jahr 2007 erhielt es von der Landeselternschaft den Preis für sein zukunftsweisendes Fremdsprachenkonzept. Auf dem Gelände der Schule befindet sich auch das Leistungszentrum Sport der Stadt Duisburg. Jedes Jahr finden ein großes Schulkonzert sowie zahlreiche weitere musikalische Aufführungen und kulturelle Veranstaltungen in der Aula des Gymnasiums statt.
Das Steinbart-Gymnasium zählte im Schuljahr 2022/2023 mehr als 860 Schüler.

## Lage

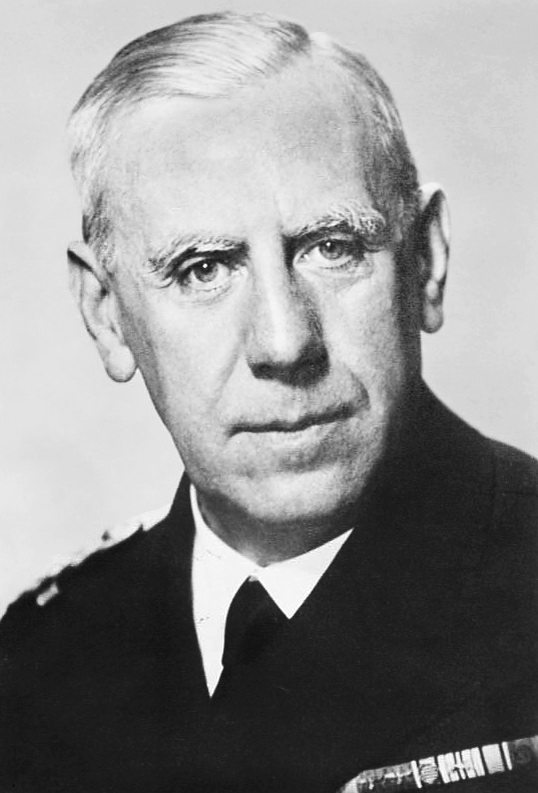
Wilhelm Canaris, ehemaliger Schüler, Leiter des Amtes Ausland/Abwehr (Geheimdienst) im Oberkommando der Wehrmacht und Widerstandskämpfer, 1940

Das Steinbart-Gymnasium liegt ruhig am grünen Kant-Park im Bezirk Mitte der Stadt Duisburg. Die Gebäude stehen an der Realschulstraße 45. Kurioserweise liegen in der Realschulstraße zwei Gymnasien (außer dem Steinbart- auch das bischöfliche St. Hildegardis-Gymnasium für Mädchen jenseits der Düsseldorfer Straße) und keine Realschule; die Straße ist nach dem Vorläufer der Schule benannt.

## Geschichte
Das Steinbart-Gymnasium ist nach dem Landfermann-Gymnasium die zweitälteste weiterführende Schule in Duisburg. Es wurde 1831 gegründet, weil die Notwendigkeit bestand, alternativ zur damaligen Lateinschule junge Menschen stärker mit den sogenannten Realien vertraut zu machen, das heißt mit modernen Fremdsprachen und Naturwissenschaften. Benannt ist das Gymnasium nach Quintin Steinbart, der 1875 Direktor wurde.
Von 1945 bis 1949 waren das heutige Steinbart-Gymnasium und das heutige Mercator-Gymnasium zur „Städtischen Oberschule für Jungen, Duisburg-Mitte“ zusammengelegt.
Das Steinbart-Gymnasium war ursprünglich eine reine Jungenschule. In den 1970er Jahren ging es zur Koedukation über. Noch heute ist der Anteil der Jungen höher als der der Mädchen, was jedoch auch auf das in der Nähe befindliche bischöfliche St. Hildegardis-Gymnasium zurückgeführt werden kann, das bis 2014 der Konzeption als reines Mädchengymnasium geblieben war.
Jahrzehntelang erhielten die Abiturienten ein großteils aus den 1950er Jahren stammendes Buch an zur Schulgeschichte, das weitgehend unkommentiert Begriffe enthält, die dem NS-Sprachgebrauch nahekommen bzw. daraus stammen, so etwa die Bezeichnung alliierter Bombenangriffe auf Duisburg als „Terrorangriffe“. Als dies 2013 bekannt wurde, beendete die Schulleitung die Vergabe des Buches und einer dazugehörigen Ehrennadel.

Quintin Steinbart

## Quintin Steinbart, der Namensgeber
Quintin Steinbart (* 9. Februar 1841 in der Mark Brandenburg; † 5. Juni 1912) war seit 1875 Schulleiter des Realprogymnasiums und des späteren Realgymnasiums Duisburg.
Zuvor hat er sich an der Universität zu Berlin immatrikuliert. Er studierte dort Mathematik, Physik sowie neuere Sprachen und war schon mit 22 Jahren Lehrer am Victoria-Institut in Falkenberg in der Mark. Nach mehreren Schulwechseln und dem Deutsch-Französischen Krieg übernahm er die Leitung einer Schule in Rawitsch.

## Schulprogramm
Die Schule bietet ein Schulprogramm, das auf dem Wert „Selbständigkeit entwickeln, erleben, erweitern“ basiert. Es umfasst unter anderem Begabtenförderung, Austauschprogramme mit den Vereinigten Staaten von Amerika, Frankreich und anderen Ländern, die Teilnahme an Jugend forscht, ein innovatives Sprachkonzept und die Schülerzeitung „Steinbart-Blätter“. Außerdem enthält das Schulprogramm ein Konzept zum Übergang von Grundschule zu Gymnasium, Gesundheitsförderung, das Präventionsprogramm „Lions Quest“ zum Erwachsenwerden, das Talentzentrum Sport, das Fach „Lernen lernen“, eine Kooperation zur Lese- und Medienkompetenz mit der Stadtbibliothek, klassen- und jahrgangsbezogene sowie übergreifende Angebote mit Arbeitsgemeinschaften und Workshops, ein Konzept zur Elternmitarbeit, Kooperationen mit dem Verein der Ehemaligen, dem Verein der Freunde und Förderer, der Wirtschaft, der Universität und Veranstaltungen zur Berufsvorbereitung.

## Fremdsprachenkonzept

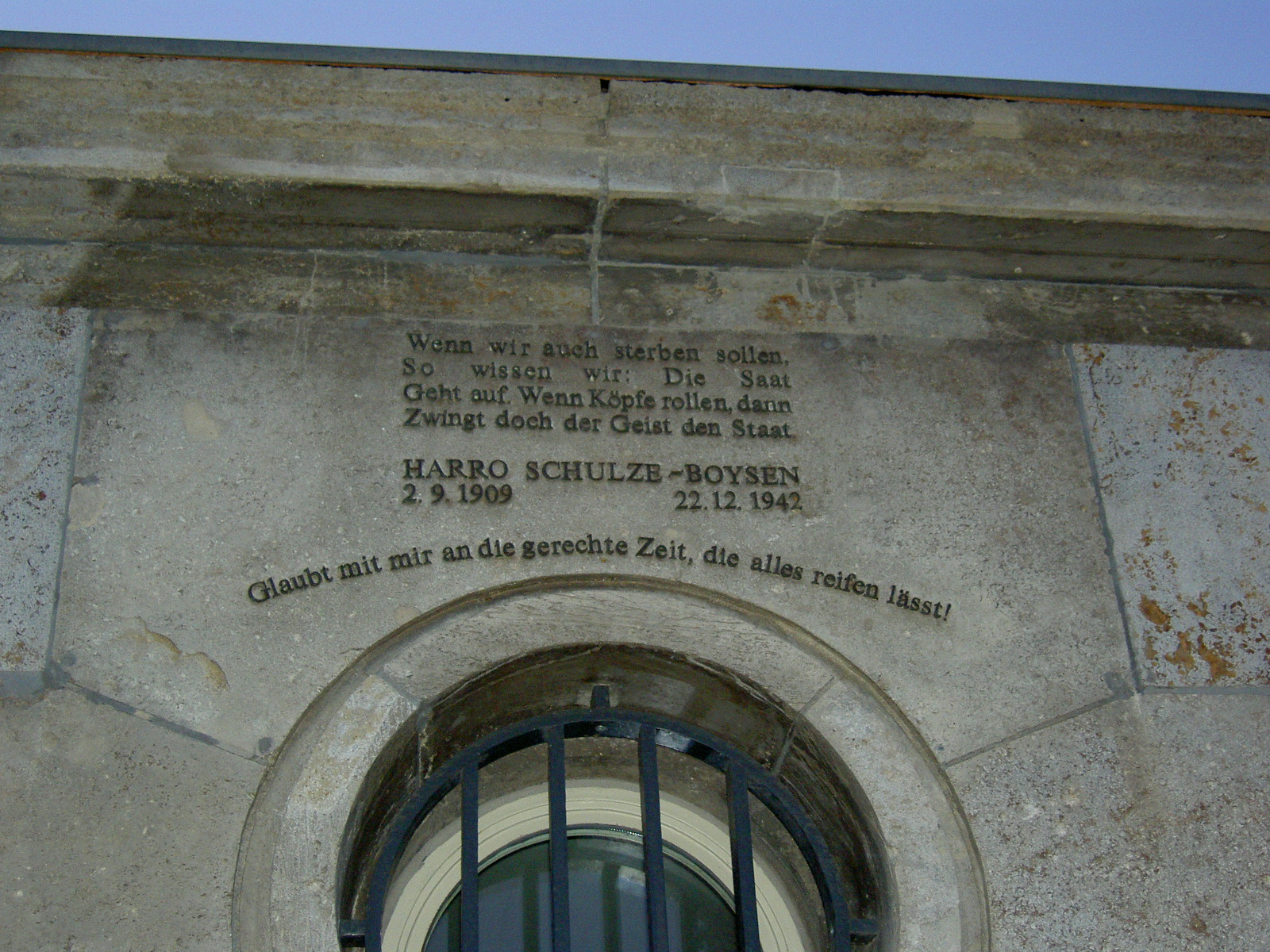
Zitat des ehemaligen Schülers des Steinbart-Gymnasiums und Widerstandskämpfer Harro Schulze-Boysen am Bundesministerium der Finanzen

Für sein zukunftsweisendes Sprachenkonzept wurde das Steinbart-Gymnasium im Jahr 2007 von der Landeselternschaft der Gymnasien ausgezeichnet. Die Dachorganisation der Schulpflegschaften der Gymnasien hatte im Rahmen ihres fünfzigjährigen Jubiläums den Schulpreis „Qualität des Unterrichts“ ausgelobt. Eine Jury unter dem Vorsitz des Bielefelder Professors Rainer Dollase wählte unter den 34 eingereichten Konzepten sechs Sieger in drei Kategorien aus. Das Steinbart-Gymnasium erhielt den Schulpreis in der Kategorie „Fachdidaktische Konzepte“. Es bietet ein innovatives Sprachenkonzept, das Schülern der Klasse 5 einen nach Begabung differenzierten und risikolosen Einstieg ins Sprachenlernen ermöglicht. Entscheidend für die Jury war die „einfache, aber geniale Konzeption“, die in jedem Gymnasium leicht umzusetzen wäre und den Schülern Chancen zum Erwerb einer zweiten Fremdsprache gleich zu Beginn der Gymnasialzeit ermöglicht. Den Preis überreichte Schulministerin Barbara Sommer.

## Sportschule NRW
Seit dem Schuljahr 2015/2016 ist das Steinbart-Gymnasium gemeinsam mit der Lisa-Meitner-Gesamtschule und der Gesamtschule Meiderich eine NRW-Sportschule. Das Konzept der Schule beruht auf den drei Prinzipien der Förderung zum Sport, Förderung durch Sport und Förderung im Sport. Erklärtes Ziel ist es, „talentierte und engagierte junge Sportlerinnen und Sportlern“ hinsichtlich „ihrer sportlichen Fähigkeiten besonders fördern und ihnen gleichzeitig eine optimale Schulausbildung ermöglichen“. Zu diesem Zwecke wird in jedem neuen Jahrgang eine sogenannte Sportklasse eingerichtet, in der besondere Rücksicht auf die sportlichen Tätigkeiten der Schülerinnen und Schüler genommen wird und diese durch zusätzlichen Sportunterricht gefördert werden.

## Partnerschaften
Mit folgenden Schulen pflegt das Gymnasium Partnerschaften und Schüleraustausche:
- Naperville North High School in Naperville in Illinois, USA
- Collège Pierre Loti und Lycée Merleau Ponty in Rochefort in Frankreich
- Collège Barbey d’Aurevilly in Rouen in Frankreich
- Sportbetonte Gesamtschule mit gymnasialer Oberstufe in Frankfurt (Oder)
- Gymnasium 209 mit erweitertem Fremdsprachenzweig in Sankt Petersburg in Russland.

Ab 1986 bestand über mehrere Jahre ein Schüleraustauschprogramm mit der East High School in Duluth, Minnesota.

## Verein der Ehemaligen
Die Mittel des Vereins dienen in erster Linie dazu, die Arbeit der Schule zu unterstützen. Dies geschieht hauptsächlich bei der Anschaffung von Lehrmitteln, Unterrichtsmaterialien und technischen Geräten und durch die Förderung der Schulpartnerschaften und des Schüleraustausches.
Der Verein ist der Schule auch behilflich bei der Berufsorientierung der Schüler. So veranstaltet er einmal im Jahr einen Berufsinformationsabend, bei dem Fachleute den angehenden Abiturienten über Studium und Beruf Rat und Auskunft geben.
An besonderen Gedenktagen werden verstorbene ehemalige Lehrer und Schüler geehrt, auf einem der Duisburger Friedhöfe oder in Bad Mergentheim-Stuppach, wo 1945 neun Steinbart-Schüler ums Leben kamen.
Die Vereinssatzung verpflichtet den Verein auch zur Pflege der Tradition der Schule. So erhalten alle Abiturienten bei ihrer Entlassungsfeier die Geschichte des Steinbart-Gymnasiums sowie die Albertine, die von Ehemaligen des Löbenicht-Realgymnasiums gestiftet wurde.

Wilhelm Canaris ungefähr zur Zeit seiner Reifeprüfung am Steinbart-Gymnasium und kurz vor seinem Eintritt in die Kaiserliche Marine, 1905

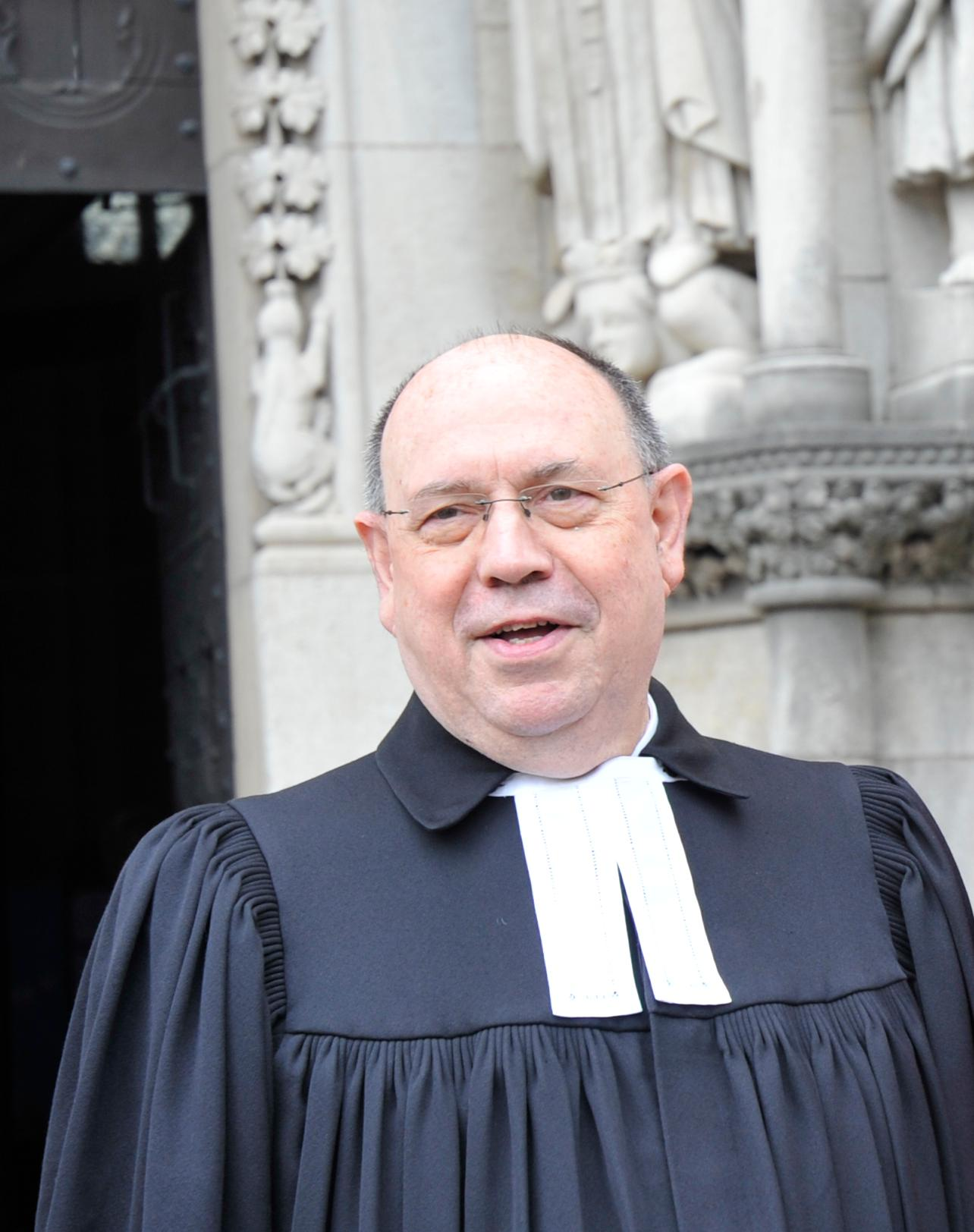
Nikolaus Schneider am 1. Juni 2012 beim Ökumenischen Gottesdienst zum Hessentag im Wetzlarer Dom

## Ehemalige Schüler
in der Reihenfolge des Geburtsjahres
- Ewald Hilger (1859–1934), Bergwerksdirektor und Unternehmer
- Heinrich Thyssen (1875–1947), Reifeprüfung 1895, Unternehmer
- Wilhelm Canaris (* 1887; † ermordet 9. April 1945 im KZ Flossenbürg), Reifeprüfung 1905, Admiral, Leiter des Amtes Ausland/Abwehr im Oberkommando der Wehrmacht, Widerstandskämpfer
- Hans Erkelenz (1894–1974), Vorstandsmitglied der Commerzbank-Bankverein AG[8]
- Harry Conitzer (1905–1976), Mediziner und Anthropologe
- Harro Schulze-Boysen (* 1909; † ermordet 22. Dezember 1942 in Plötzensee), Offizier, Publizist, Widerstandskämpfer
- Walter Kaufmann (1924–2021), jüdischer Emigrant, Schriftsteller in Australien und später in der DDR. In seinem autobiographischen Roman Stimmen im Sturm (erstmals 1953 in Melbourne in englischer Sprache erschienen) geht es auch um seine Schulzeit am Steinbart-Gymnasium.[9]
- Heinrich Hildebrand (1927–2004),[10] technischer Assistent bei der Metallhütte Duisburg (MHD) und im Mannesmann-Forschungsinstitut Duisburg, danach Heimatforscher (Angertal), nach ihm benannt: Heinrich-Hildebrand-Höhe (Tiger & Turtle) im Angerpark[11]
- Richard Ellerkmann (* 1928), Abitur 1948, ehemaliger Botschafter
- Günter Metken (1928–2000), Abitur 1947, Schriftsteller und Kunstkritiker
- Karlheinz Schauenburg (1928–2019), Abitur 1947, Architekt, baute den „Gläsernen Hut“ am Duisburger Bahnhof (1956–1981)
- Nikolaus Schneider (* 1947), Abitur 1966, evangelischer Theologe, 2003 bis 2013 Präses der Evangelischen Kirche im Rheinland, 2010 bis 2014 Vorsitzender des Rates der Evangelischen Kirche Deutschlands
- Rainer Winz (* 1950), Abitur 1968, Professor für Prozessdatenverarbeitung an der Hochschule Merseburg in Sachsen-Anhalt
- Thomas Rentsch (1954–2022), Philosoph, Professor für Praktische Philosophie/Ethik an der TU Dresden
- Jürgen Hingsen (* 1958), Abitur 1978, dreimaliger Weltrekordhalter im Zehnkampf, Silbermedaillengewinner bei den Olympischen Spielen in Los Angeles 1984
- Dirk Wentzel (* 1963), Abitur 1982, Professor für Volkswirtschaftslehre an der Hochschule Pforzheim, Inhaber des Jean Monnet Chair in European Economic Relations
- Moritz Woelk (* 1963), Abitur 1982, seit 2010 Direktor des Museum Schnütgen in Köln[12]
- Tanja Michalsky (* 1964), Abitur 1983, Direktorin an der Bibliotheca Hertziana, Max-Planck-Institut für Kunstgeschichte
- Jörg van den Berg  (* 1965), Abitur 1984, Kunstwissenschaftler und Ausstellungsmacher, seit 2018 Direktor des Museums Große Kunstschau Worpswede
- Thomas Mahlberg (* 1965), Abitur 1984, CDU-Politiker, 2008–2009 und 2013–2017 Abgeordneter des Deutschen Bundestages
- Frank Peter Zimmermann (* 1965), Abitur 1983, Violinist
- Thomas Strunz (* 1968), Fußball-Nationalspieler
- Cindy Holmberg (* 1975), ohne Abitur die Schule verlassen, Politikerin (Bündnis 90/Die Grünen)
- Hauke Berheide (* 1980), Abitur 2000, Komponist, Förderpreisträger des Landes Nordrhein-Westfalen 2008
- Sarah Philipp (* 1983), Abitur 2002, Stellvertretende SPD-Fraktionsvorsitzende im Landtag Nordrhein-Westfalen
- Felix Banaszak (* 1989), Abitur 2009, Politiker, Mitglied des Bundestags und Bundesvorsitzender von Bündnis 90/Die Grünen[13]
- Marie Wegener (* 2001), Abitur 2019, Gewinnerin von Deutschland sucht den Superstar/Staffel 15[14]